# Chuyển pha

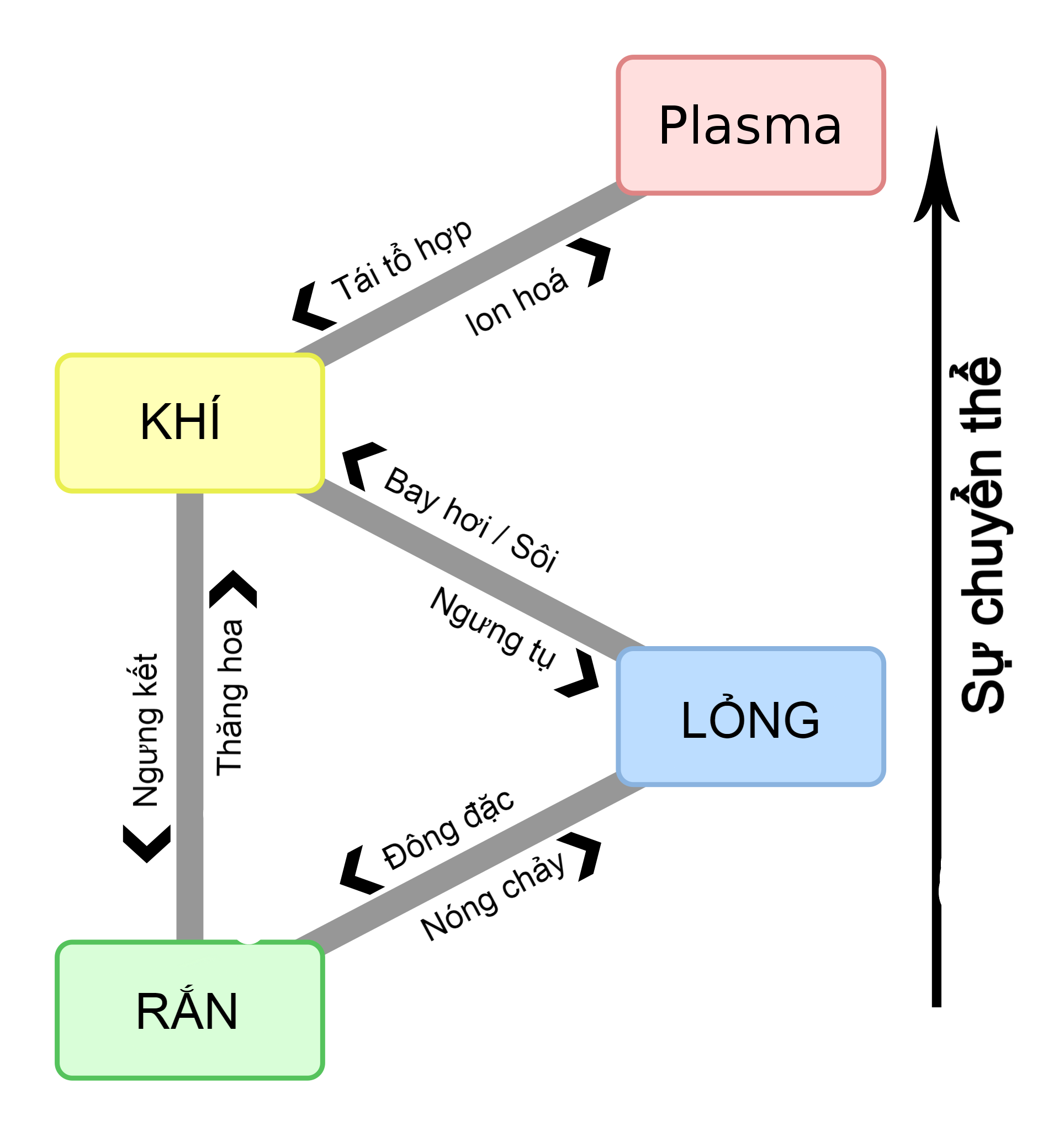
Sơ đồ này cho thấy danh pháp cho các chuyển pha khác nhau.

Thuật ngữ chuyển pha (hoặc thay đổi pha) được sử dụng phổ biến nhất để mô tả sự chuyển tiếp giữa các trạng thái rắn, lỏng và khí của vật chất, cũng như plasma trong các trường hợp hiếm. Một pha của hệ nhiệt động và trạng thái của vật chất có tính chất vật lý đồng nhất. Trong quá trình chuyển pha của một môi trường nhất định, một số tính chất của môi trường thay đổi, thường không liên tục, do sự thay đổi của các điều kiện bên ngoài, chẳng hạn như nhiệt độ, áp suất hoặc các yếu tố khác. Ví dụ, một chất lỏng có thể trở thành khí khi đun nóng đến điểm sôi, dẫn đến sự thay đổi đột ngột về thể tích. Việc đo lường các điều kiện bên ngoài mà tại đó sự biến đổi xảy ra được gọi là quá trình chuyển pha. Chuyển pha thường xảy ra trong tự nhiên và ngày nay được sử dụng trong nhiều công nghệ.

## Các loại chuyển pha
Ví dụ về chuyển pha bao gồm:
- Sự chuyển đổi giữa các pha rắn, lỏng và khí của một thành phần duy nhất, do ảnh hưởng của nhiệt độ và/hoặc áp suất:

- (xem thêm áp suất hơi và sơ đồ pha)

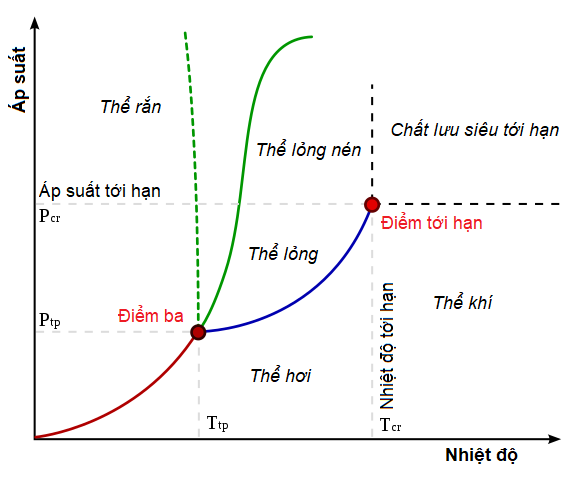
Một sơ đồ pha điển hình. Đường chấm chấm vẽ hành vi dị thường của nước.

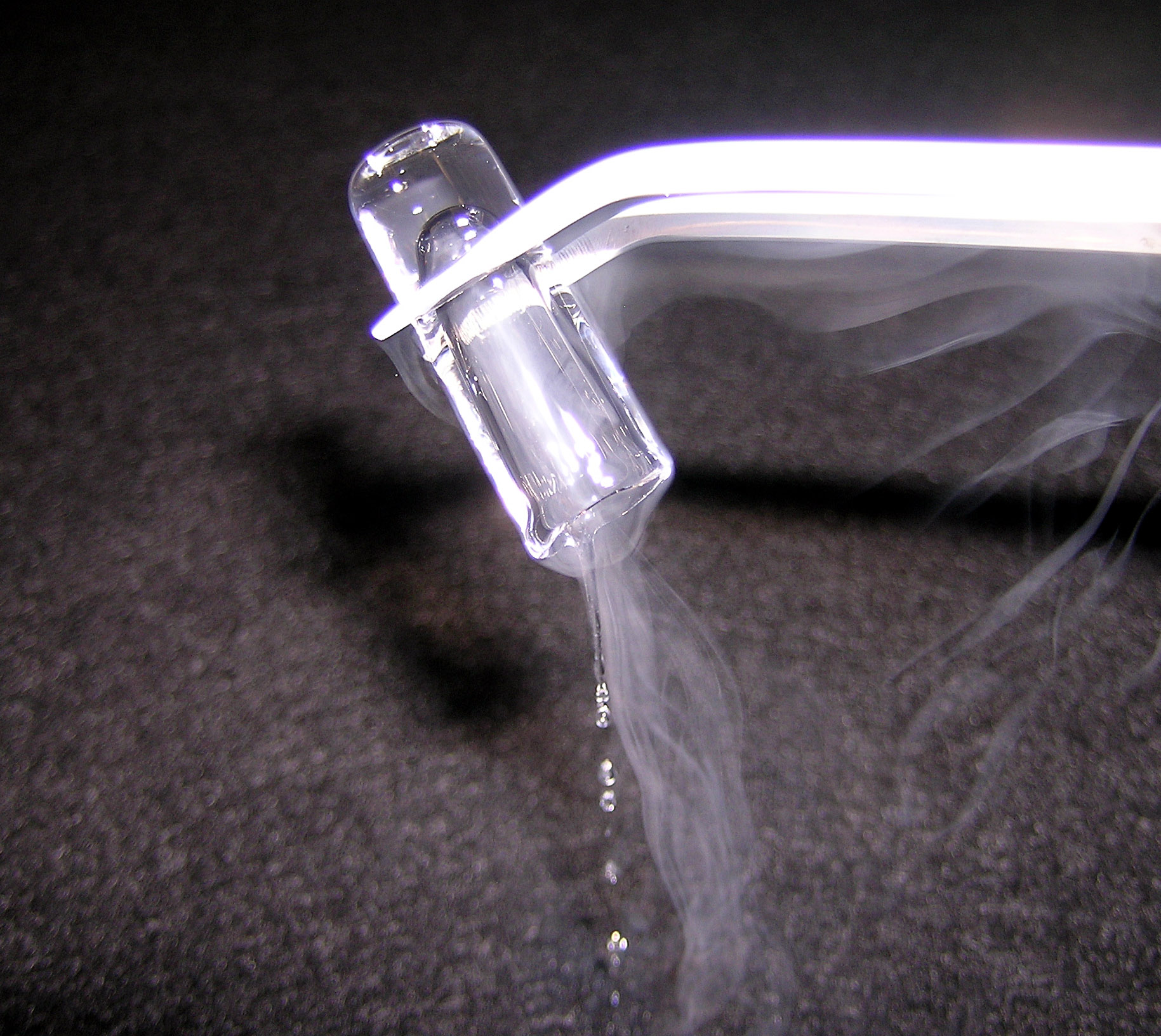
Một mẩu nhỏ argon rắn nóng chảy nhanh chóng đồng thời cho thấy sự chuyển đổi từ rắn sang lỏng và lỏng sang khí.

So sánh sơ đồ pha của carbon dioxide (màu đỏ) và nước (màu xanh) giải thích sự chuyển pha khác nhau của chúng ở 1 atm

- Một biến đổi eutecti, trong đó một chất lỏng một pha hai thành phần được làm mát và biến thành hai pha rắn. Quá trình tương tự, nhưng bắt đầu bằng chất rắn thay vì chất lỏng được gọi là biến đổi eutecti.
- Một biến đổi peritectic, trong đó một hai giai đoạn duy nhất thành phần rắn được gia nhiệt và biến thành một pha rắn và pha lỏng.
- Một phân rã spinodal, trong đó một pha được làm mát và tách thành hai chế phẩm khác nhau của cùng pha đó.
- Chuyển sang một mesophase giữa chất rắn và chất lỏng, chẳng hạn như một trong các pha " tinh thể lỏng".
- Sự chuyển đổi giữa các pha sắt từ và thuận từ của vật liệu từ tính tại điểm Curie.
- Sự chuyển đổi giữa các cấu trúc từ tính khác nhau, tương xứng hoặc không chính xác, chẳng hạn như trong antimonide cerium.
- Biến đổi martensitic xảy ra như một trong nhiều biến đổi pha trong thép carbon và là mô hình cho các biến đổi pha chuyển vị.
- Những thay đổi trong cấu trúc tinh thể như giữa ferrite và austenite của sắt.
- Chuyển đổi rối loạn trật tự, chẳng hạn như trong aluminide alpha- titan.
- Sự phụ thuộc của hình học hấp phụ vào độ bao phủ và nhiệt độ, chẳng hạn như đối với hydro trên sắt (110).
- Sự xuất hiện của chất siêu dẫn trong một số kim loại và gốm sứ khi được làm lạnh dưới nhiệt độ tới hạn.
- Việc chuyển đổi giữa các cấu trúc phân tử khác nhau (đa hình, dạng thù hình hoặc polyamorphs), đặc biệt là của các chất rắn, chẳng hạn như giữa vô định hình cấu trúc và một tinh thể cấu trúc, giữa hai cấu trúc tinh thể khác nhau, hoặc giữa hai cấu trúc vô định hình.
- Ngưng tụ lượng tử của chất lỏng bosonic (ngưng tụ Bose-Einstein). Sự chuyển tiếp siêu lỏng trong helium lỏng là một ví dụ về điều này.
- Sự phá vỡ các đối xứng trong các định luật vật lý trong lịch sử ban đầu của vũ trụ khi nhiệt độ của nó nguội đi.
- Sự phân đoạn đồng vị xảy ra trong quá trình chuyển pha, tỷ lệ giữa các đồng vị nhẹ và nặng trong các phân tử liên quan thay đổi. Khi hơi nước ngưng tụ (một phân đoạn cân bằng), các đồng vị nước nặng hơn (18O và 2H) trở nên giàu có trong pha lỏng trong khi các đồng vị nhẹ hơn (16O và 1H) có xu hướng về pha hơi.[1]

Sự chuyển pha xảy ra khi năng lượng tự do nhiệt động của một hệ thống phi giải tích cho một số lựa chọn các biến nhiệt động (xem các pha). Tình trạng này thường bắt nguồn từ sự tương tác của một số lượng lớn các hạt trong một hệ thống và không xuất hiện trong các hệ thống quá nhỏ. Điều quan trọng cần lưu ý là sự chuyển pha có thể xảy ra và được xác định cho các hệ thống không nhiệt động, trong đó nhiệt độ không phải là một tham số. Các ví dụ bao gồm: chuyển pha lượng tử, chuyển pha động và chuyển pha pha cấu trúc (cấu trúc). Trong các loại hệ thống, các tham số khác thay thế nhiệt độ. Chẳng hạn, xác suất kết nối thay thế nhiệt độ cho các mạng percolating.
Tại điểm chuyển pha (ví dụ, điểm sôi), hai pha của một chất, lỏng và hơi, có năng lượng tự do giống hệt nhau và do đó có khả năng tồn tại như nhau. Dưới điểm sôi, chất lỏng là trạng thái ổn định hơn, trong khi ở trên điểm sôi thì dạng khí được ưa thích hơn.
Đôi khi có thể thay đổi trạng thái của một hệ thống diabatically (như trái ngược với đoạn nhiệt) trong một cách như vậy mà nó có thể được đưa qua một điểm chuyển tiếp giai đoạn mà không cần trải qua một sự chuyển tiếp giai đoạn. Trạng thái kết quả là siêu bền, tức là kém ổn định hơn pha mà quá trình chuyển đổi sẽ xảy ra, nhưng cũng không ổn định. Điều này xảy ra trong khi quá nhiệt, siêu lạnh và siêu bão hòa.